# جغرافيا سريلانكا
جغرافيا سريلانكا سريلانكا، التي كانت تسمى سابقًا سيلان، هي جزيرة تقع في المحيط الهندي في جنوب آسيا جنوب شرق الهند، في موقع استراتيجي بالقرب من الممرات الرئيسية البحرية في المحيط الهندي. وتبلغ مساحة سريلانكا الإجمالية 65,610 كيلومتر مربع، منها 64,740 كيلومتر مربع يابسة و 870 كيلومترًا مربعًا من المياه. أما طول شريطها الساحلي هو 1,340 كم. المناخ في سريلانكا تشمل الرياح الموسمية الاستوائية: الرياح الموسمية الشمالية الشرقية (ديسمبر حتى مارس) والرياح الموسمية الجنوبية الغربية (يونيو إلى أكتوبر). التضاريس في الغالب منخفضة، مع وجود الجبال في المناطق الداخلية الجنوبية والوسطى. وأعلى نقطة هي Pidurutalagala على ارتفاع 2,524.13 م. الموارد الطبيعية وتشمل الحجر الجيري، والجرافيت، والرمال المعدنية، والأحجار الكريمة، والفوسفات، والصلصال، والطاقة الكهرمائية.

## المناخ
يتراوح متوسط درجة الحرارة من حوالي 17 درجة مئوية (62.6 درجة فهرنهايت) في المرتفعات الوسطى، حيث أن الصقيع قد يحدث لعدة أيام في فصل الشتاء، إلى حد أقصى قدره نحو 33 درجة مئوية (91.4 درجة فهرنهايت) في المناطق المنخفضة. ويتراوح متوسط درجة الحرارة السنوي في الفترة من 28 درجة مئوية (82.4 درجة فهرنهايت) إلى ما يقرب من 31 درجة مئوية (87.8 درجة فهرنهايت). درجات الحرارة ليلًا ونهارًا قد تختلف بنسبة 14 درجة مئوية (57.2 درجة فهرنهايت) إلى 18 درجة مئوية (64.4 درجة فهرنهايت).

### الوضع الطبيعي
تتألف معظم أرض سريلانكا من صخور نارية ومتحولة يرجع عمرها إلى زمن ماقبل الكمبري ، ولقد كانت هي وهضبة الدكن جزءاً من قارة غندوانا القديمة . وتنتشر تكوينات الزمن الجيولوجي الثالث في القسم الشمالي الغربي من الجزيرة، بينما تظهر الرواسب البلايوستوسينية الحديثة في مناطق السهول الفيضية النهرية وعلى طول بعض أجزاء من السهول البحرية، وتجاور السدود المرجانية بعض أجزاء ساحل الجزيرة، ويشغل الجزء الأوسط من الجزيرة كتلة مرتفعة يحيط بها أراضي منخفضة ساحلية وسهول مختلفة الإتساع. ويصل ارتفاع بعض الأجزاء الوسطى المرتفعة إلى 2500 م . وتكون السهول الساحلية في الشمال قليلة الانحدار، ولا يبعد طرف الجزيرة الشمالي عن جنوبي الهند أكثر من 33 كم .